# Орн (річка)
Орн (фр. Orne) — річка північно-західної Франції, що протікає через регіон Нижня Нормандія (департаменти Орн і Кальвадос). Впадає у Ла-Маншу поблизу муніципалітету Уїстреам за 13 км на північний схід від міста Кан.
Довжина 170 км, витрата 27,5 м/с у гирлі. Площа басейну 2932 км². Найнижчий рівень води в річці влітку, у період з липня по вересень включно. Гребля Rabodanges, що була побудована в 1960 для регулюванню річкового стоку і виробництва електроенергії, створила штучне озеро завдовжки 7 км.
Річка протікає крізь 83 міста та муніципалітети, зокрема найвідоміші міста та комуни:
- Орн: Се, Аржантан, Екуше, Пютанж-Пон-Екрепен
- Кальвадос: Пон-д'Уї, Клесі, Тюрі-Аркур, Кан, Уїстреам.